# 亚历山大五世 (马其顿)
亚历山大五世（希腊语：Αλέξανδρος Ε'，？—前294年）安提帕特王朝的马其顿国王（前298年或前297年~前294年在位）。

## 家庭背景
亚历山大五世是马其顿摄政卡山德的儿子，安提帕特的孙子。卡山德在亚历山大大帝死后杀害了他的遗孀罗克珊娜和年幼的继承者亚历山大四世，篡夺了马其顿的王位。亚历山大部下诸将领随即开始了争夺其遗产的继业者战争。在“继业者”中，卡山德控制着马其顿本土，并与其他将军们联合打败了安纳托利亚的统治者安提柯一世。卡山德与亚历山大大帝的一个妹妹帖撒羅妮加结婚，生下的孩子就是亚历山大五世。这样，亚历山大五世就拥有了对马其顿王位“较为合法”的继承权。

## 主要事迹
前298年（或前297年）卡山德去世后，王位由其长子腓力四世继承，但是后者很快就死了。在这种情况下，亚历山大五世与他的另一个兄弟安提帕特一世被宣布为马其顿的共同统治者。王国实际上被分成了两部分：亚历山大统治西部，安提帕特统治东部。亚历山大五世并与埃及国王托勒密一世的一个女儿呂珊德拉结婚。
两王共治的和平局面很快就结束了。安提帕特一世谋杀了他与亚历山大的母亲，可能是因为她在立场上支持亚历山大。继而他把亚历山大五世赶出了马其顿。亚历山大五世向伊庇鲁斯国王皮洛士和占据雅典的安提柯一世之子德米特里一世求援。皮洛士迅速进行了干预，把亚历山大五世重新扶上王位。亚历山大五世因此向皮洛士割让了边区的几个省。不久德米特里也来了。根据记载，已经没有什么报偿能付出的亚历山大五世企图谋杀德米特里，结果反为德米特里所杀。德米特里打败并赶走了仍在王位上的安提帕特一世，宣布自己为马其顿的国王。